# 若井伸之
若井 伸之（わかい のぶゆき、英: Nobuyuki Wakai、1967年7月25日 - 1993年5月1日）は、千葉県八千代市出身の日本のオートバイレーサー。ロードレース世界選手権（WGP）の125ccクラス・250ccクラスに参戦した。細身で長身な体格と、その長い手足を折り畳むライディングスタイルから「フラミンゴ」の愛称で親しまれた。

## 経歴
1990年に全日本ロードレース選手権でランキング2位となった若井は、翌1991年から坂田和人・上田昇（当初はスポット参戦）とともにWGP・125ccクラスにフル参戦を開始。他の2人とともに、プライベート日本人ライダーの先駆者となった。当初はなかなか結果を残せずにいたが、最終戦マレーシアGPでは、トップ争いの末3位表彰台を獲得。
翌1992年開幕戦日本GPでも、雨の中地元で3位に入るなど、結果を残すようになる。またドイツGPでは、怪我により欠場したウィルコ・ズィーレンベルグの代役として、スズキから250ccクラスにスポット参戦、7位入賞を果たしている。
1993年、若井はスズキより前年型のワークスマシンRGV250-γの貸与を受け、250ccクラスにステップアップ。しかし250ccクラスのマシンに馴染めず、同年から参戦した親友で弟分の原田哲也らが活躍を続ける一方で、結果を出せずにいた。

## 事故死
第4戦スペインGPの予選中、タイムアタックを行うべく、フル加速でピットロードから飛び出そうとしていた若井の前に、突然観客が飛び出してきた。この観客はロリス・レジアーニのファンクラブ会員でゲストとして来ていた、ワイン商のファビオ・ラヴァイオーリであり、本来パスがなければ入れない場所に無断でいたところを、オフィシャルに見つかり逃げ出したところだった。若井が回避を試みたおかげで、ラヴァイオーリは大腿骨骨折と脳震盪となったものの命に別状はなかった。しかし若井本人はバランスを崩してピットロードのコンクリートウォールに激突。頭部を強打した若井は懸命の治療の甲斐無く死去、25歳没。1986年に完成したヘレス・サーキットで初めての死亡事故となった。
若井の死を受けて、他の日本人ライダーは当初出走の辞退も考えたが、原田が出走を決意したのを皮切りに、最終的には「若井のために頑張ろう」と出場を決めた。250ccクラスの決勝では、原田がコースレコードをも更新する走りで、他に大差を付けて優勝。125ccクラスでも、坂田がラルフ・ウォルドマンを振り切り、WGP初優勝を遂げた。
レース終了後、原田はバイクにまたがったまま号泣し続け、坂田も表彰台で悲壮な表情と涙をみせた。また、このレースで5位に入賞した上田はレース後、若井の事故現場まで自身のマシンで近づき、コンクリートウォールを軽く叩いて若井に別れを告げた。原田はこのときの優勝トロフィーを、若井の遺族に送った。

## エピソード
- 陽気で面倒見の良い性格からパドックでも人気者だった。坂田や原田は当初世界選手権に興味が無かったが、「世界選手権の良さ」を散々若井から聞かされ、WGPへの参戦を決意したという。
- 死後、募金で集めた資金でヘレス・サーキットには若井を偲ぶフラミンゴのモニュメントが建てられた。その余剰金は、モンゴル国のアイスレースへの支援にも使われ、フラミンゴカップとして開催された。
- 1993年最終戦FIMGPでは、若井の姉がサーキットを訪れ、チャンピオン争いの渦中にいた原田を激励した。その後の決勝レースでは、不利な立場にいた原田が、日本人ライダーとして16年ぶり[2]のチャンピオンを獲得している。この際に同GPを中継していたテレビ大阪では、実況の千年屋俊幸が、最終周に「若井と一緒に走る原田のファイナルラップ」と表現した。後に原田も、走行中に若井のことが頭に浮かんだと語っている。
- 1993年シーズンについて、原田はテレビ東京の総集編内のインタビューにて、「ライダーとしてはいいシーズンだが、人間としてはつらいシーズン」と語った。

## 戦績
- 1988年 - 全日本ロードレース選手権ジュニア125ランキング12位
- 1989年 - 全日本ロードレース選手権国際A級125ランキング15位
- 1990年 - 全日本ロードレース選手権国際A級125ランキング2位
- 1991年 - ロードレース世界選手権GP125ランキング10位（モトバム・レーシングサプライ／ホンダRS125R）
- 1992年 - ロードレース世界選手権GP125ランキング10位（モトバム・レーシングサプライ／ホンダRS125R）

ロードレース世界選手権GP250ドイツ大会7位（チームラッキーストライクスズキ／スズキRGV-γ）
- 1993年 - ロードレース世界選手権GP250ノーポイント（ケーユー・レーシングサプライ／スズキRGV-γ）

## 主なレース戦歴

### ロードレース世界選手権
1988年から1992年までのポイントシステム：
| 順位     | 1  | 2  | 3  | 4  | 5  | 6  | 7 | 8 | 9 | 10 | 11 | 12 | 13 | 14 | 15 |
| ポイント | 20 | 17 | 15 | 13 | 11 | 10 | 9 | 8 | 7 | 6  | 5  | 4  | 3  | 2  | 1  |

1993年以降のポイントシステム：
| 順位     | 1  | 2  | 3  | 4  | 5  | 6  | 7 | 8 | 9 | 10 | 11 | 12 | 13 | 14 | 15 |
| ポイント | 25 | 20 | 16 | 13 | 11 | 10 | 9 | 8 | 7 | 6  | 5  | 4  | 3  | 2  | 1  |

(key)（太字はポールポジション、斜体はファステストラップ）
| 年     | クラス | チーム | マシン | 1      | 2       | 3       | 4       | 5      | 6     | 7      | 8       | 9      | 10    | 11      | 12      | 13      | 14    | 15    | ポイント | 順位 | 勝利数 |
| ------ | ------ | ------ | ------ | ------ | ------- | ------- | ------- | ------ | ----- | ------ | ------- | ------ | ----- | ------- | ------- | ------- | ----- | ----- | -------- | ---- | ------ |
| 1990年 | 125cc  | ホンダ | RS125R | JPN 13 | USA -   | ESP -   | NAT -   | GER -  | AUT - | YUG -  | NED -   | BEL -  | FRA - | GBR -   | SWE -   | CZE -   | HUN - | AUS - | 3        | 34位 | 0      |
| 1991年 | 125cc  | ホンダ | RS125R | JPN 12 | AUS -   | USA -   | ESP 21  | ITA 6  | GER 9 | AUT 12 | EUR Ret | NED 15 | FRA 8 | GBR Ret | RSM Ret | CZE 5   | VDM - | MAL 3 | 60       | 10位 | 0      |
| 1992年 | 125cc  | ホンダ | RS125R | JPN 3  | AUS 4   | MAL Ret | ESP 5   | ITA 10 | EUR 9 | GER 9  | NED Ret | HUN 4  | FRA 8 | GBR 10  | BRA 8   | RSA Ret |       |       | 52       | 10位 | 0      |
| 1992年 | 250cc  | スズキ | RGV-γ  | JPN -  | AUS -   | MAL -   | ESP -   | ITA -  | EUR - | GER 7  | NED -   | HUN -  | FRA - | GBR -   | BRA -   | RSA -   |       |       | 4        | 18位 | 0      |
| 1993年 | 250cc  | スズキ | RGV-γ  | AUS 21 | MAL Ret | JPN 28  | ESP DNS | AUT -  | GER - | NED -  | EUR -   | RSM -  | GBR - | CZE -   | ITA -   | USA -   | FIM - |       | 0        | -    | 0      |

### 鈴鹿8時間耐久ロードレース
| 年   | チーム                     | ペアライダー | 車番 | マシン               | 予選順位 | 予選タイム | 決勝順位 | 周回数 |
| ---- | -------------------------- | ------------ | ---- | -------------------- | -------- | ---------- | -------- | ------ |
| 1990 | アコムスポーツ KISS Racing | 伊藤巧       | 61   | ホンダ・VFR750R RC30 | 47       | 2'20"987   | 41位     | 180    |